# Дусьево
Ду́сьево — деревня в Шумском сельском поселении Кировского района Ленинградской области.

## История
Деревня Дусьево упоминается на карте Санкт-Петербургской губернии Ф. Ф. Шуберта 1834 года.

ДУСЬЕВО — деревня принадлежит надворному советнику Калгину и действительной статской советнице Лубьяновичевой, число жителей по ревизии: 26 м. п., 40 ж. п. (1838 год)

ДУСЬЕВО — деревня госпожи Виламовой и наследников Нелидовой, по просёлочной дороге, число дворов — 9, число душ — 21 м. п. (1856 год)

ДУСЬЕВО — деревня владельческая при реке Сари, число дворов — 9, число жителей: 29 м. п., 27 ж. п. (1862 год) 

В 1871—1872 годах временнообязанные крестьяне деревни выкупили свои земельные наделы у А. В. Вилламовой и стали собственниками земли.
В 1874 году временнообязанные крестьяне выкупили свои земельные наделы у Е. Ф. Нелидовой.
Согласно материалам по статистике народного хозяйства Новоладожского уезда 1891 года имение при селении Дусьево площадью 23 десятины принадлежало дворянам Ф. П. и Е. П. Нелидовым и было приобретено до 1868 года.
В конце XIX века деревня административно относилась к Шумской волости 1-го стана Новоладожского уезда Санкт-Петербургской губернии, в начале XX века — 4-го стана.
С 1917 по 1927 год деревня Дусьево входила в состав Горского сельсовета Шумской волости Волховского уезда.
Согласно данным переписи населения СССР 1926 года в деревне Дусьево проживали 117 человек — все русские.
С 1927 года в составе Мгинского района.
В 1928 году население деревни Дусьево также составляло 117 человек.
По данным 1933 года деревня Дусьево входила в состав Горского сельсовета Мгинского района.

План деревни Дусьево. 1941 год

Согласно топографической карте РККА 1941 года деревня насчитывала 21 двор, в центре деревни находилась часовня.
Во время войны через Дусьево проходила сухопутная часть Дороги жизни. Деревня также была центром госпиталей — там находилось более 20 полевых лазаретов. Деревня была близко расположена от Волховского фронта, временной железной дороги-узкоколейки до Ладожского озера, раненые на «Дорога жизни» также доставлялись в госпитали возле деревни.
С 1954 года в составе Шумского сельсовета.
В 1958 году население деревни Дусьево составляло 36 человек.
С 1960 года в составе Волховского района.
По данным 1966 и 1973 годов деревня Дусьево также находилась в подчинении Шумского сельсовета Волховского района.
По данным 1990 года деревня Дусьево входила в состав Шумского сельсовета Кировского района.
В 1997 году в деревне Дусьево Шумской волости проживали 7 человек, в 2002 году — 27 человек (русские — 81 %).
В 2007 году в деревне Дусьево Шумского СП проживали 11 человек, в 2010 году — 27.

## География
Деревня находится в восточной части района на автодороге Р21 (E 105) (Санкт-Петербург — Петрозаводск — Мурманск) «Кола», близ пересечения её автодорогой 41К-122 (Лаврово — Шум — Ратница).
Расстояние до административного центра поселения — 9 км. Расстояние до ближайшей железнодорожной станции Войбокало — 8 км.
Деревня находится на левом берегу реки Сарья.
Граница деревни Дусьево проходит по реке Сарья, пересекает шоссе «Кола», далее по землям Войбокальского участкового лесничества Кировского лесничества — филиала ЛОГУ «Ленобллес» и по землям крестьянского хозяйства Ф. И. Ивановой.

## Демография
| 1862 | 2007 | 2010 | 2011 | 2017 |
| ---- | ---- | ---- | ---- | ---- |
| 56   | ↘11  | ↗27  | ↘21  | ↗28  |

## Инфраструктура
По данным администрации на 2011 год деревня насчитывала 26 домов.

## Фото
Возле деревни находится мемориальный комплекс «Героям Ладоги» (известен также как Полуторка), установленный в память о блокаде Ленинграда во время вторжения немецких войск на территорию СССР, связан с событиями Великой Отечественной войны. Является одним из памятников «Зелёного пояса Славы Ленинграда».

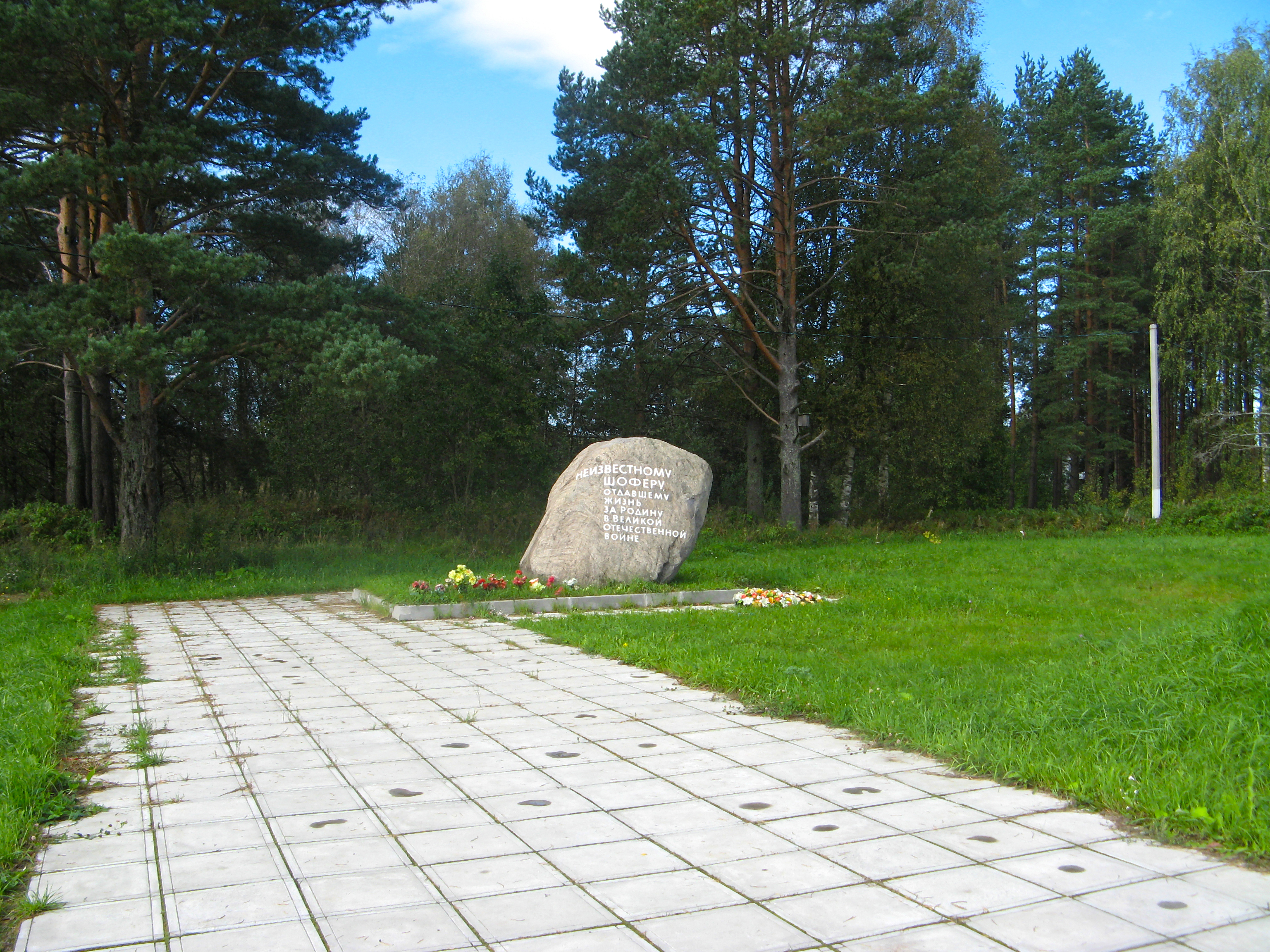
Часть мемориального комплекса «Героям Ладоги»
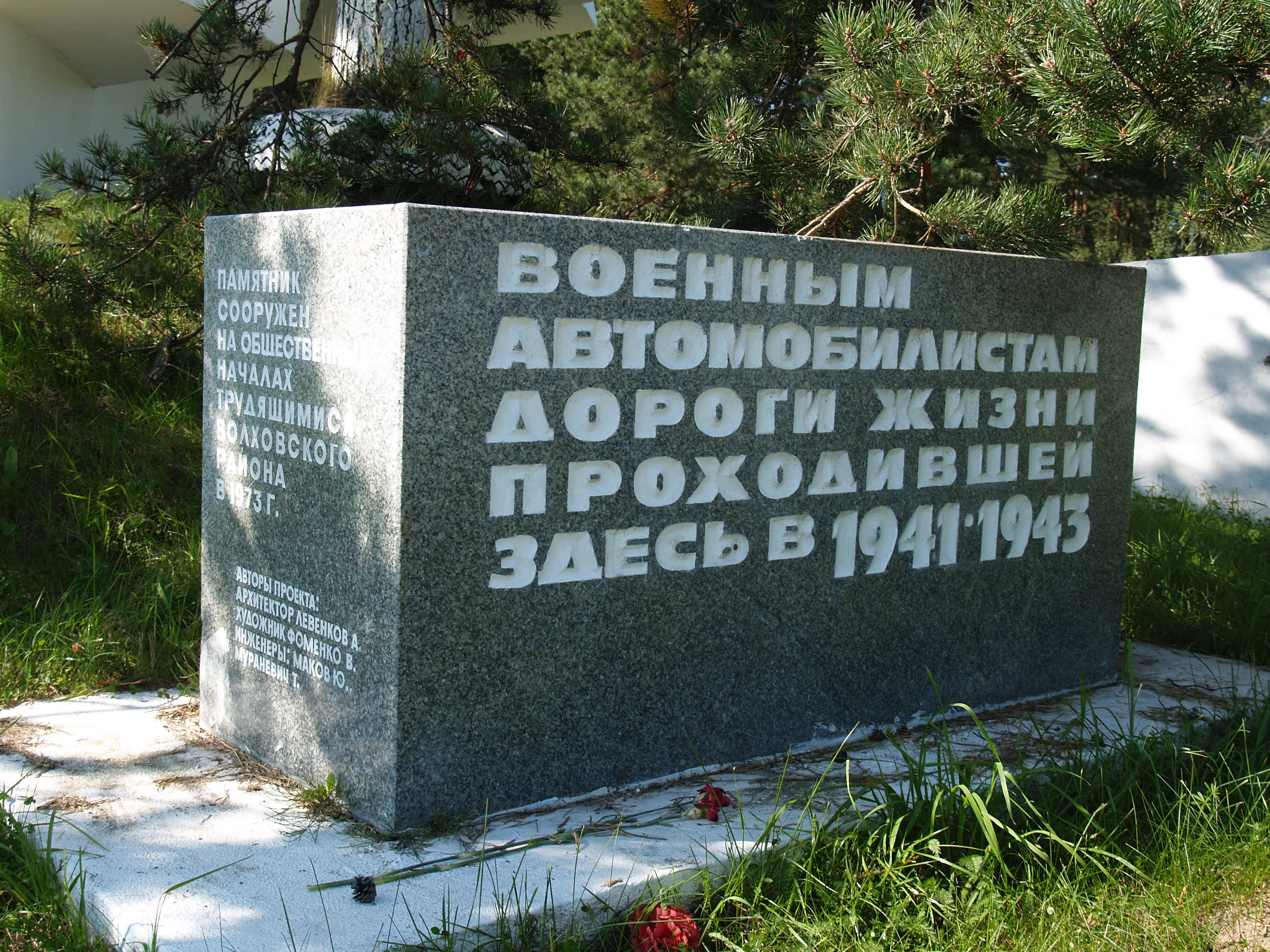
Памятный знак автомобилистам Ладожского озера.
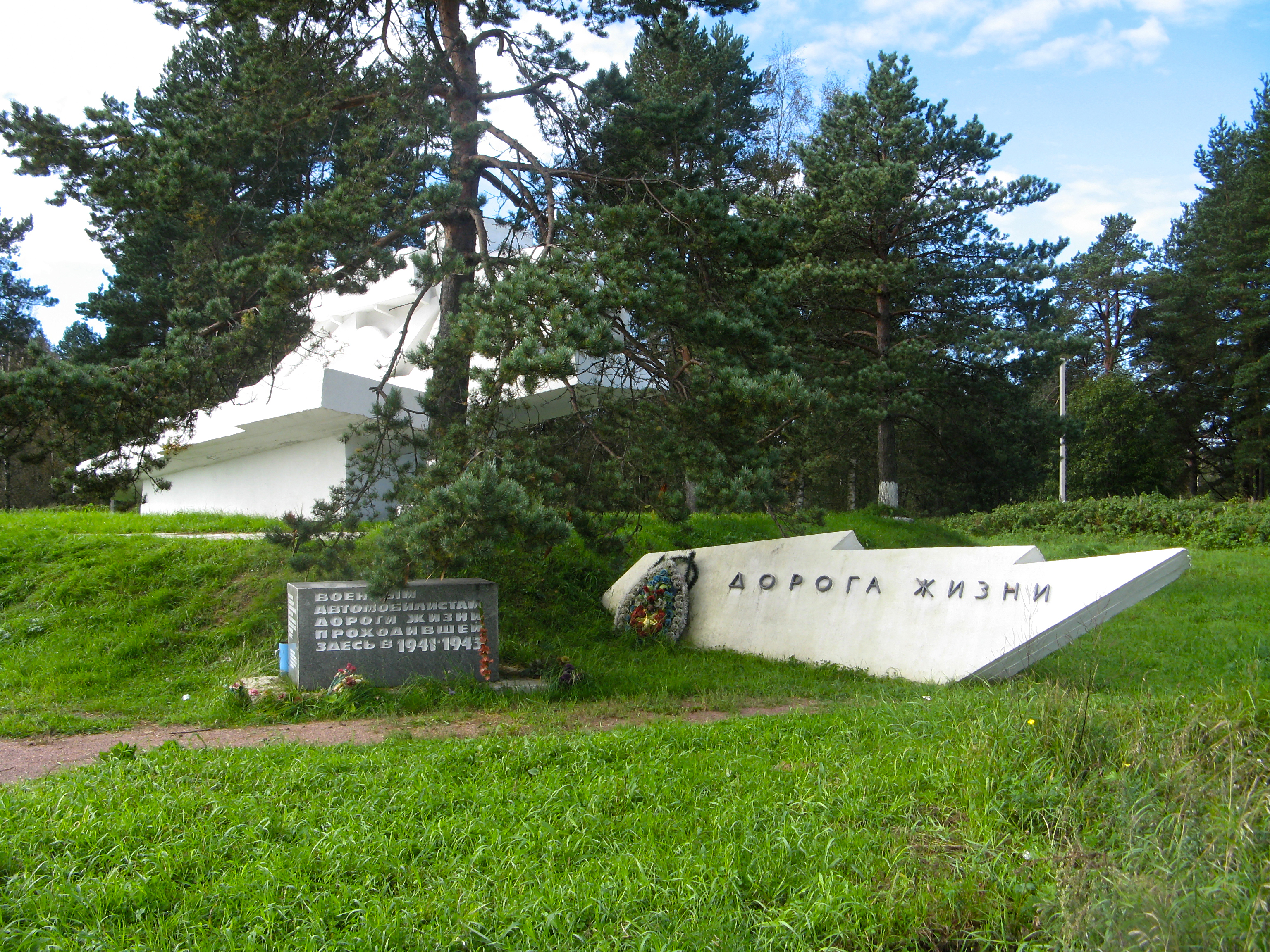
Часть мемориального комплекса «Героям Ладоги», д. Дусьево.
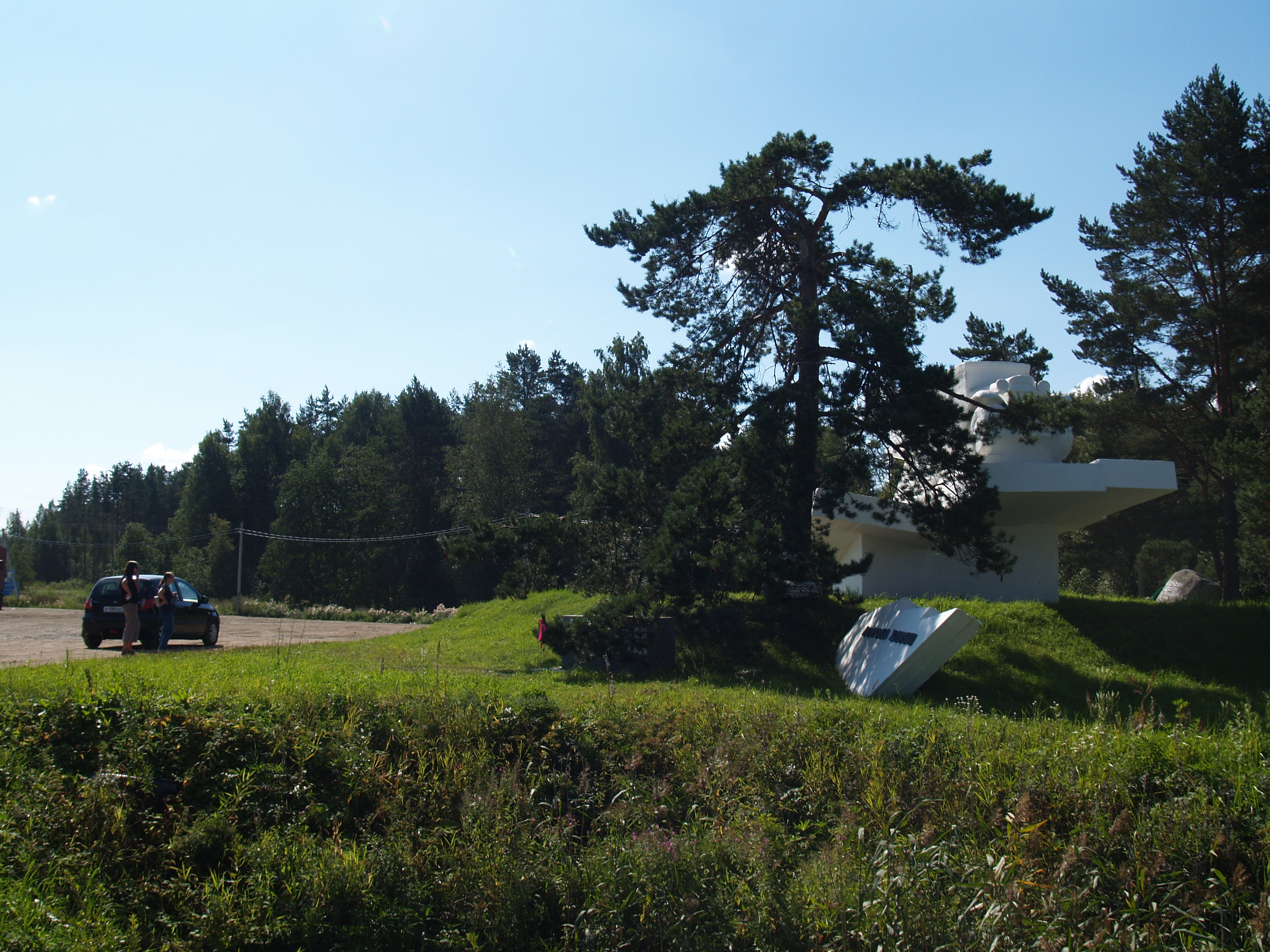
Мемориала Герои Ладоги.